# Soldin (slægt)
Soldin er en dansk, jødisk slægt.
Den jødiske slægt Soldin kom til Danmark i 1700-tallet med købmand Israel Isak Soldin (1737-1818), gift med Malka (ca. 1743-1800), hvis tre sønner, Hartvig Soldin (1763-1843), Abraham Soldin (1769-1834), og Salomon Soldin (1774-1837), alle blev boghandlere i København.
Abraham Soldin var gift med Rose Wallich (1769-1842) og fader til Charlotte Amalie Soldenfeldt (1801-1836, gift med grosserer Jacob Frederik Magnus 1794-?), boghandler Ferdinand Vilhelm Soldenfeldt (1803-1881), Henriette Augusta Soldenfeldt (1804-?) og etatsråd Joseph Carl Soldenfeldt (1806-1891). Alle Abraham Soldins børn blev 29. april 1820 - efter Jødefejden - døbt i Frederiksberg Kirke og ændrede navn til Soldenfeldt. Ingen af de to brødre fik børn.
Salomon Soldin var gift med Hanna Ruben (1775-1850), datter af købmand Ephraim Magnus Ruben (1732-1813) og Sara Moses (ca. 1746-1815).
Tre medlemmer af slægten grundlagde to anselige velgørende stiftelser, Soldins Stiftelse i Skindergade (overtaget af den selvejende institution Kunstnerkollegiet 1978) og Soldenfeldts Stiftelse på Sortedam Dossering.